# Arve Lønnum
Arve Johannes Lønnum, född 2 oktober 1912 i Egge i nuvarande Steinkjers kommun i Nord-Trøndelag, död 18 december 1988 i Oslo, var en norsk politiker, överläkare vid Sentralsykehuset i Akershus och professor i neurologi vid universitetet i Oslo.
Lønnum tillhörde den inre kretsen runt missnöjespolitikern Anders Lange och var en av frontfigurerna i Anders Langes parti (från 1977 kallat Fremskrittspartiet), bland annat som partiledare från 1975 till 1978.